# Mancapane
Mancapane è una cascina situata nel comune italiano di Castelverde, in provincia di Cremona. Si trova nella parte settentrionale del comune, ad una distanza di circa 6 km.
Fu comune autonomo dal XVI secolo al 1757.

## Storia
Una località di nome Mancapana è menzionata tra i comuni del Contado di Cremona nel 1562.
A partire dal 1757 risulta accorpata al comune di Cavallara, il quale assunse la denominazione di Cavalera con Mancapane.
Da allora, le sorti di Mancapane sono state legate a quelle di Cavallara. La località venne dapprima, in età napoleonica (dal 1809 al 1816), accorpata al comune di San Martino in Beliseto, recuperando l'autonomia con la costituzione del Regno Lombardo-Veneto e tornando ad essere inglobata nel suddetto comune nel 1868. Confluì infine, in età fascista, nel comune di Castelverde.

## Descrizione
Della località storica è rimasta in buone condizioni l'omonima Cascina Mancapane, architettura rurale risalente al XVII secolo. L'ingresso, e probabilmente le torri angolari della corte, sono stati rielaborati verso gli inizi del 1800 in chiaro stile romantico.